# 해남 대둔산 왕벚나무 자생지
해남 대둔산 왕벚나무 자생지는 대한민국 전라남도 해남군 삼산면 대흥사 뒤쪽 대둔산 기슭에 자리한 2그루의 제주벚나무 자생지이다. 대한민국의 천연기념물 제173호로 지정되어 있다.
천연기념물 지정 당시에는 제주벚나무가 왕벚나무(P. × yedoensis)와 같은 종으로 여겨졌으나, 후에 다른 종임이 밝혀졌다.

## 참고 자료
- 해남 대둔산 왕벚나무 자생지 - 국가유산청 국가유산포털